# سیارک ۱۳۳۰۰۸
سیارک ۱۳۳۰۰۸ (به انگلیسی: 133008 Snedden، نامگذاری:2002TU325)۱۳۳۰۰۸مین سیارک کشف شده‌است که در ۰۵ اکتبر ۲۰۰۲ کشف شد.